# Driftsättning av regional trafikinformatik
Driftsättning av regional trafikinformatik (DART),  är ett regionalt trafiksamarbete för en effektivare persontrafik och ökat kollektivt resande. Det drivs  inom ramen för Västsvenska paketet. Inom projektet samarbetar Trafikverket, trafikkontoret i Göteborgs kommun, Västtrafik, Göteborgsregionens kommunalförbund, Mölndals kommun och Partille kommun. Dess främsta mål är att tillhandahålla kvalitetssäkrad realtids- och störningsinformation till arbetspendlare utmed de stora pendlingsstråken kring Göteborg.

## Syfte
Syftet är att tillsammans effektivisera persontrafiken och öka kollektivtrafikens marknadsandel. DART:s fokuserar på att planera och genomföra investeringar i så kallade ITS-åtgärder inom Västsvenska paketet med en åtgärdsbudget om 75 miljoner kronor under tre år.
ITS står för Intelligent Transport Systems and Services och avser att med hjälp av informationsteknologi effektivisera, öka säkerheten och tillförlitligheten i transportsystemet.

## Samverkande parter
DART drivs i samverkan mellan Göteborgs kommuns trafikkontor, Trafikverket (Väg och Järnväg), Västtrafik, Göteborgsregionens kommunalförbund, Mölndals kommun och Partille kommun.
Åtgärder genomförs antingen direkt av DART eller av en eller flera av samverkansparternas linjeorganisationer.
Åtgärderna innefattar bland annat smarta pendelparkeringar, förbättrad trafikinformation för pendeltågen, etablering av en samordnad trafikledning för det kommunala och statliga vägnätet och trafikinformationstjänster till resenär. Andra exempel är skyltar med hänvisningar till smarta pendelparkeringar, hållplatsskyltar och mobila internettjänster.
DART bidrar med stora positiva samhällsekonomiska effekter[källa behövs] genom att möjliggöra bättre resval i vardagen och vid störningar, bättre underlag för pendlare att jämföra resemöjligheter i olika situationer och genom att ge grundförutsättningar för uppföljning, styrning och ledning av det nya trafiksystemet som skapas inom Västsvenska paketet.